# Mušičeva ulica, Novo mesto
Mušičeva ulica je ena od ulic v Novem mestu. Od leta 1993 se imenuje po arhitektu Marjanu Mušiču. Ulica poteka od ulice Valantičevo ob tovarni Revoz do Gubčeve ulice. Med letoma 1961 in 1993 se je imenovala Kotarjeva ulica.